# Albrecht Becker
Albrecht Becker (14 de novembro de 1906 – 22 de abril de 2002) foi um designer de produção, fotógrafo e ator alemão que foi preso pelo regime nazista sob a acusação de homossexualidade.

## Vida pessoal
Nascido em Thale, Império Alemão, Becker formou-se como professor. Aos dezoito anos, iniciou um relacionamento com o Diretor do Arquivo do Estado de Wurtzburgo, Joseph Friedrich Abert, um homem mais velho. O relacionamento durou dez anos. Através desse contato, ele conheceu uma série de pessoas influentes e artísticas. Ele era ator e designer de produção.
Mais tarde na vida, dedicou-se totalmente à fotografia. Enquanto morava em Friburgo e Viena, fez suas primeiras exposições e recebeu suas primeiras encomendas. Ele complementou sua renda fornecendo fotografias para jornais e revistas.

## Wurtzburgo
Wurtzburgo é uma cidade no sul do estado da Baviera. Na década de 1930, vivia em Wurtzburgo um comerciante de vinhos judeu chamado Dr. Leopold Obermayer, que aparentemente reclamou ao departamento de polícia local que sua correspondência estava sendo aberta. A denúncia foi investigada pela Gestapo, que tomou a liberdade de revistar a casa de Obermayer e descobriu várias fotografias de jovens em seu cofre. Uma dessas fotografias era de Albrecht Becker. Becker foi levado para interrogatório em 1935 por suspeita de violação do parágrafo 175.
Becker teria declarado: "Todo mundo sabe que sou homossexual." Tanto Obermayer quanto Becker foram levados a julgamento. Becker foi condenado a três anos de prisão em Nurembergue. Obermayer também foi condenado por violar o parágrafo 175, mas como judeu foi enviado para o campo de concentração de Dachau. Ele foi torturado lá e enviado para o campo de concentração de Mauthausen-Gusen, onde morreu.
No final da guerra, à medida que aumentava a necessidade de repor as perdas, Becker foi libertado para servir na Wehrmacht. Ele serviu na frente russa até 1944. Becker falou sobre suas experiências durante a guerra no documentário de 2000, Parágrafo 175.

## Últimos anos
Durante a década de 1970, a fotografia de Becker abrangeu uma gama eclética de temas, incluindo recepcionistas da Ópera de Viena, monges de um mosteiro agostiniano, coveiros de Berlim e as ruínas de Küstrin. No centro de seu trabalho estava o corpo humano. Ele o fotografaria como um todo ou parte.

## Morte
Becker morreu de causas naturais em Hamburgo, Alemanha, em 22 de abril de 2002, aos 95 anos.

## Filmografia selecionada
- Not Afraid of Big Animals (1953)
- The Flower of Hawaii (1953)
- Columbus Discovers Kraehwinkel (1954)
- The False Adam (1955)
- Ball at the Savoy (1955)
- Bandits of the Autobahn (1955)
- Operation Sleeping Bag (1955)
- Music in the Blood (1955)
- A Heart Returns Home (1956)
- Heart Without Mercy (1958)
- Pension Schöller (1960)
- Beloved Impostor (1961)
- Parágrafo 175 (2000)